# Dmitrij Karakozow

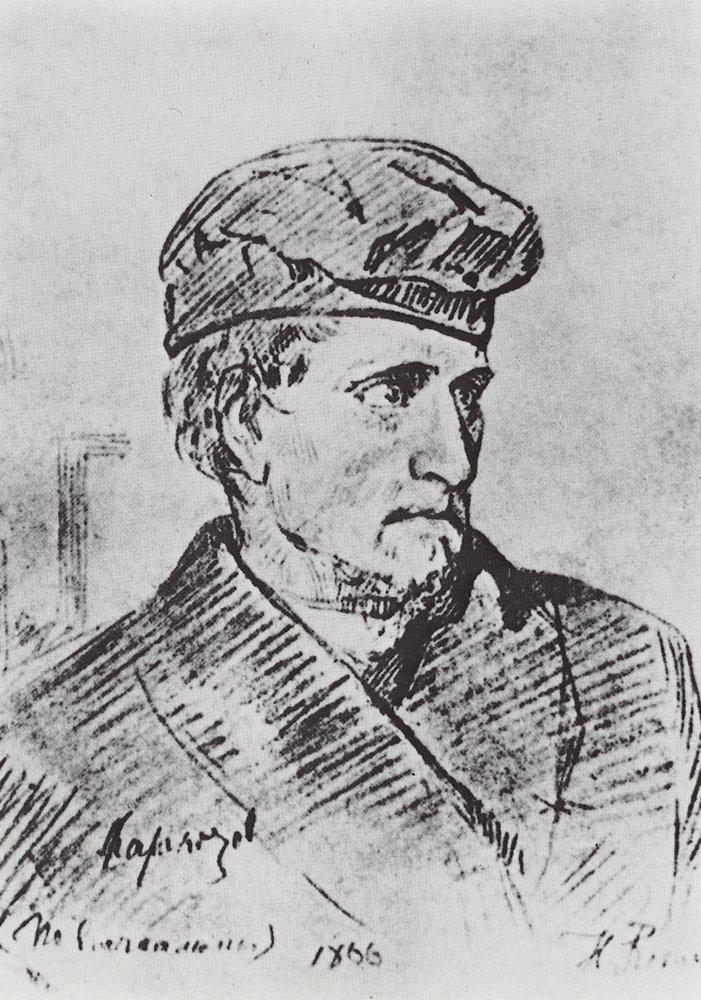
Karakozow na rysunku Ilji Riepina (1866)

Dmitrij Władimirowicz Karakozow, ros. Дмитрий Владимирович Каракозов (ur. 23 października?/4 listopada 1840 w Kostromie, stracony 3 września?/15 września 1866 w Petersburgu) – rosyjski zamachowiec, autor pierwszego zamachu wymierzonego w osobę Aleksandra II.

## Życiorys
Karakozow pochodził ze zubożałej rodziny szlacheckiej. Studiował na uniwersytetach w Kazaniu i w Moskwie. W 1863 został członkiem tajnego antycarskiego stowarzyszenia, którego głównym liderem był jego kuzyn Nikołaj Iszutin. W trzy lata później podjął samodzielny wyjazd do Petersburga w celu zamordowania cara. W czasie pobytu w stolicy rozprowadzał również ręcznie sporządzone ulotki zatytułowane "Do przyjaciół robotników", w której wzywał do zbrojnego powstania.
4 kwietnia 1866 Karakozow zaczaił się na cara pod bramą Letniego Ogrodu i oddał w jego kierunku jeden strzał z pistoletu. W ostatniej chwili jednak przypadkowy przechodzień Komissarow podbił rękę zamachowca i udaremnił atak. Karakozow próbował uciekać, jednak został ujęty i 3 września 1866 skazany na śmierć przez powieszenie.